# Арена Продутива (Пезаро и Урбино)
Арена Продутива је насеље у Италији у округу Пезаро и Урбино, региону Марке.
Према процени из 2011. у насељу је живело 12 становника. Насеље се налази на надморској висини од 47 м.